# Šípková Růženka

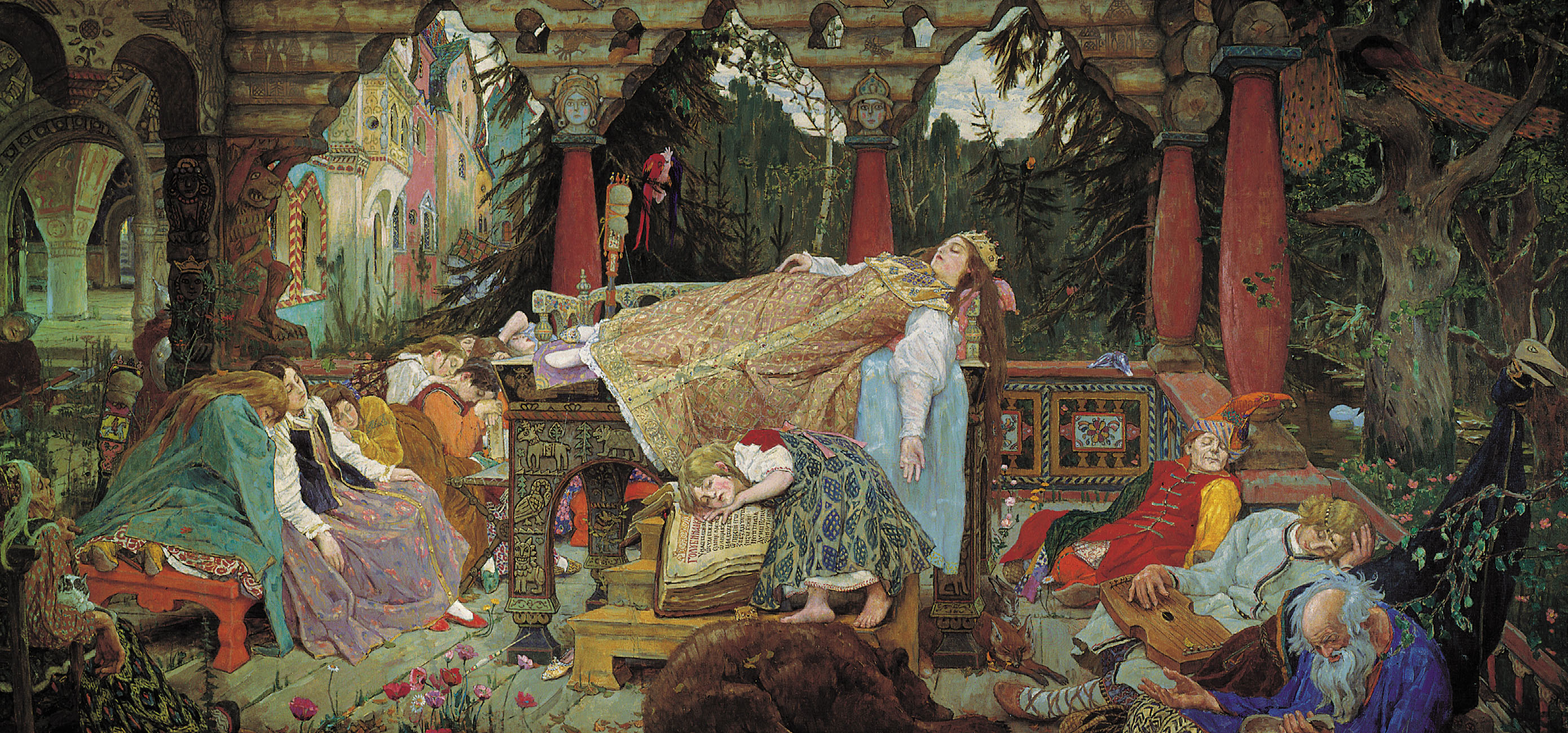
"Spící princezna", Viktor M. Vasněcov

Šípková Růženka je klasická pohádka, pocházející ze sbírek Charlese Perraulta i bratří Grimmů.

## Děj
Byl jednou jeden král a královna, kteří nemohli mít děti. Ale když se jednoho dne královna koupala v rybníku, potkala žábu. Ta jí předpověděla narození dítěte. Po devíti měsících královna vskutku porodila krásnou holčičku.
Spolu s králem pozvala na oslavu dvanáct sudiček. Když přišel den oslavy, každá z dvanácti pozvaných sudiček dala princezně darem nějakou vlastnost (krásu, dobrotu, inteligenci, a podobně). Když jedenáctá víla předala princezně svůj dar, objevila se ta třináctá, nepozvaná. Rozzlobeně pronesla kletbu, že se princezna při dovršení patnácti let píchne o vřeteno a zemře.
Jakmile zlá sudička odešla, dvanáctá sudička, která ještě nedala svůj dar, zmírnila kletbu: princezna a všichni obyvatelé paláce pouze usnou na sto let.
Král měl o princeznu strach, a proto nařídil, aby byla spálena všechna vřetena a přeslice. V den patnáctých narozenin se princezna procházela po paláci. Když objevila starou věž, kterou nikdy před tím neviděla, vstoupila tam. Dostala se do místnosti, kde uviděla ženu, předoucí na přeslici. Princezna se jí zeptala, zda to může také zkusit, ale jakmile se dotkla přeslice, píchla se a celý zámek usnul. Začalo kolem něj okamžitě růst šípkové trní, až celý zámek zarostl tak hustě, že se do něj nikdo nemohl dostat.
Po sto letech princ, který také zaslechl legendu o spící princezně, přišel k hradu s úmyslem probudit ji. Když se přiblížil, trní se rozestoupilo a on mohl dovnitř. Ve věži našel spící princeznu a okouzlen její krásou ji políbil. Všichni v paláci se probudili a oslavovali. O několik dní později se princ a princezna vzali a žili šťastně až do smrti.

## Odvozená díla
Pohádka existuje i jako divadelní hra a to jak v činoherní, tak i v loutkové podobě, existuje i stejnojmenná píseň a podle ní pojmenované stejnojmenné album české bigbítové skupiny Rebels. Na motivy této pohádky napsal Petr Iljič Čajkovskij balet Šípková Růženka (někdy též uváděn jako Spící krasavice).

### Filmové adaptace
- Šípková Růženka (film, 1959) – americký animovaný muzikál[2] z roku 1959
- Šípková Růženka (film, 1970) – německý hraný film z roku 1970, režie Walter Beck
- Jak se budí princezny – česká filmová pohádka režiséra Václava Vorlíčka z roku 1977[3]
- O spící princezně, šípkových růžích a uražené víle – československá televizní pohádka z roku 1983, režie Miloš Bobek
- Šípková Růženka (film, 1990) – koprodukční československo-německý film z roku 1990, režie Stanislav Párnický[4]
- O Šípkové Růžence (film, 2006) – česká televizní pohádka režiséra Zdeňka Zelenky z roku 2006 v přebásnění Jiřího Žáčka[5]
- Zloba – Královna černé magie – je americký dark fantasy film z roku 2014 na motivy animované muzikálové pohádky Šípková Růženka z roku 1959.
- Tři bratři (film, 2014) – česká filmová pohádka režiséra Jana Svěráka z roku 2014 podle dětských minioper Zdeňka Svěráka a Jaroslava Uhlíře [6]